# Hochschulen in Köln
Köln besitzt gegenwärtig 25 Hochschulen und vier hochschulähnliche Bildungseinrichtungen. Die Stadt ist damit nach Berlin und München die Stadt mit den drittmeisten Hochschulen in Deutschland. In Kölns Nachbarstädten Brühl, Erftstadt und Pulheim sind weitere Hochschulen angesiedelt. Am Hochschulradio Kölncampus wirken Studierende aller Kölner Hochschulen mit.

## Hochschulen (Auswahl)
- Die Universität zu Köln ist die gegenwärtig drittgrößte und eine der ältesten Universitäten Deutschlands. Die 1388 vom Rat der Stadt Köln gegründete Universitas Studii Coloniensis wurde 1798 unter französischer Besatzung geschlossen, nach dem Ersten Weltkrieg 1919 jedoch wieder eröffnet.

- Die Technische Hochschule Köln (TH Köln) entstand 1971 als Fachhochschule Köln durch einen Zusammenschluss mehrerer Fach- und Ingenieurschulen. Einige ihrer Vorgängereinrichtungen lassen sich bis 1833 zurückverfolgen. Seit 1995 gehört auch die ehemalige Fachhochschule für Bibliotheks- und Dokumentationswesen zur TH Köln, die zuvor 1949 als Bibliothekar-Lehrinstitut des Landes Nordrhein-Westfalen gegründet und 1982 in eine Fachhochschule umgewandelt worden war. Auch die Standorte in Gummersbach und Leverkusen gehören der TH Köln an.

- Die private Rheinische Fachhochschule Köln (RFH) entstand 1971 aus der 1958 von Gottfried Päffgen gegründeten Rheinischen Ingenieurschule. Das Land Nordrhein-Westfalen konnte in Köln zum Zeitpunkt der Umwandlung der höheren Fachschulen in Fachhochschulen keinen eigenen Lehrbetrieb für Maschinenwesen anbieten, man wollte aber das volle bei Fachhochschulen übliche Fachspektrum abdecken. Daher wurde die Rheinische Ingenieurschule bei der Umwandlung entsprechend vom Land Nordrhein-Westfalen unterstützt, damit die Vorgaben des damaligen Hochschulrahmengesetzes erfüllt werden konnten. Die RFH hat die Bereiche Wirtschaft, Recht und Medien seit Mitte der 1990er Jahre stark ausgebaut. Darüber hinaus bietet sie Aufbau- und berufsbegleitende Abendstudiengänge an.

- Die Deutsche Sporthochschule Köln (DSHS) ist die einzige Sporthochschule Deutschlands. Sie wurde 1947 gegründet und führt die Tradition der Deutschen Hochschule für Leibesübungen Berlin fort.

- Die Hochschule für Musik und Tanz Köln (HfMT Köln) ist eine der größten und traditionsreichsten Musikhochschulen Europas. Gegründet 1845, war sie von 1972 bis 1987 Teil der Hochschule für Musik Rheinland. Seither trägt sie ihren heutigen Namen; bis 2008 nannte sie sich Hochschule für Musik Köln. Einige Einrichtungen der HfMT Köln befinden sich auch in Aachen und Wuppertal.

- Die Kunsthochschule für Medien Köln (KHM) ist seit 1990 die einzige staatliche Kunsthochschule für audiovisuelle Medien in Deutschland.

- Die Katholische Hochschule Nordrhein-Westfalen (KatHO NRW) wurde 1971 aus 14 kirchlichen höheren Fachschulen für Sozialarbeit, Sozialpädagogik und Heilpädagogik sowie einem Institut für Religionspädagogik gegründet. Sie ist Deutschlands größte konfessionell getragene und zugleich staatlich anerkannte Hochschule für Studiengänge des Sozial- und Gesundheitswesens. Sie wird vom Land Nordrhein-Westfalen zum überwiegenden Teil refinanziert. Die Hochschule hat keinen Hauptstandort, sondern besteht aus vier gleich berechtigten Schwestereinrichtungen, den Abteilungen in Aachen, Köln, Münster und Paderborn. Gemeinsam bilden diese vier Abteilungen, bzw. die sechs dort angesiedelten Fachbereiche samt ihren Forschungs- und Weiterbildungsinstituten, die KatHO NRW. Die größte Abteilung befindet sich in Köln.

- Die Hochschule für Polizei und öffentliche Verwaltung Nordrhein-Westfalen (HSPV NRW) ist nur für Beamte im Landes- oder Kommunaldienst zugänglich.

- Die Fachhochschule des Bundes für öffentliche Verwaltung (FH Bund) wurde 1979 eingerichtet und ist deutschlandweit die einzige Einrichtung ihrer Art. Sie hat ihren Sitz und zentralen Campus von Köln ins benachbarte Brühl in den Stadtteil Heide verlegt. Die FH Bund bildet jedoch auch an anderen Standorten Bundesbeamte aus und besitzt seit 2016 das Promotionsrecht.

- Ebenfalls in Brühl befindet sich die 2001 gegründete und eng mit der regionalen Wirtschaft verknüpfte, private und staatlich anerkannte Europäische Fachhochschule (EUFH), die wirtschaftsbezogene und duale Studiengänge anbietet.

- Die Cologne Business School (CBS) ist eine 1993 gegründete und seit 2010 wieder selbständige private und staatlich anerkannte Fachhochschule, die den dreijährigen englischsprachigen Bachelor-Studiengang International Business mit unterschiedlichen Schwerpunkten und in Verbindung mit einer weiteren Fremdsprache anbietet. Für einige Aufbaustudiengänge kooperiert sie mit ausländischen Hochschulen. Seit 2010 bietet sie auch Master-Studiengänge an.

- Im Kölner Studienzentrum der FOM Hochschule (FOM) werden, teilweise in Kooperation mit der TH Köln und der Bayer AG, verschiedene Bachelor-Studiengänge angeboten. Die FOM, ursprünglich als Fachhochschule für Oekonomie und Management gegründet, ist spezialisiert auf die Bedürfnisse von Berufstätigen und Auszubildenden. Alle Studiengänge werden berufsbegleitend angeboten. Die Vorlesungen finden abends und an Samstagen statt.

- Die 2001 errichtete private Internationale Filmschule Köln (IFS) bildet in Bachelor-Studiengängen künftige Filmschaffende aus. Sie kooperiert seit 2004 per Franchisevertrag mit der TH Köln, die auch die Bachelor-Abschlüsse verleiht. Daneben werden zwei Master-Studiengänge in Serial Storytelling und Digital Narratives sowie einjährige Weiterbildungsprogramme in anderen Bereichen wie Filmschnitt und Animation angeboten.

- Die private Hochschule Macromedia mit Sitz in Stuttgart hat einen ihrer sechs Standorte in Köln. Sie bietet an diesem unter anderem Lehrgänge in Medienmanagement, Mediendesign, Film- und Fernsehstudien sowie Journalismus an.

- Die Hochschule Fresenius ist eine Außenstelle der gleichnamigen Hochschule in Idstein, die 2003 eröffnet wurde. Sie ist eine private und durch das Land Hessen staatlich anerkannte Hochschule in freier Trägerschaft, die in Köln Bachelor-Studiengänge in Betriebswirtschaft, Logistik und Handel, Medien- und Kommunikationsmanagement, Gesundheitsökonomie sowie Wirtschaftsrecht und Wirtschaftspsychologie anbietet. Außerdem gehören weitere Master-Studiengänge zum Angebot der Hochschule. Seit 2013 bietet Hochschule Fresenius mit der International Business School am Standort Köln einen Studiengang an, der im 4. ein Semester in New York und im 5. eins in Shanghai umfasst.

- Die staatlich anerkannte und private Fachhochschule des Mittelstands (FHM) qualifiziert mit ihren akkreditierten Bachelor-, Master- und MBA-Studienangeboten Fach- und Führungskräfte mit betriebswirtschaftlichem Wissen für die mittelständische Wirtschaft. Mit 50 Studierenden wurde 2000 der Studienbetrieb aufgenommen. 2009 wurde schließlich die Marke von 1.000 eingeschriebenen Studierenden überschritten. Vom Stammhaus in Bielefeld ausgehend wurde zudem in der Kölner Nachbarstadt Pulheim ein weiterer Standort errichtet. 2007 wurde die FHM institutionell vom Wissenschaftsrat der Bundesrepublik Deutschland akkreditiert. Das Studienangebot umfasst klassische Vollzeitstudiengänge, Teilzeitangebote für Berufstätige sowie duale Studienmodelle. In Kooperation mit der Handwerkskammer zu Köln wurde darüber hinaus ein triales Studium entwickelt, welches die klassische Berufsausbildung in einem Handwerksberuf und die Meisterqualifizierung mit einem wissenschaftlichen Bachelor-Studium verbindet.

- Die European School of Management and Technology (ESMT) mit Sitz in Berlin hat 2002 in Erftstädter Stadtteil Liblar das ehemalige 1973 gegründete Universitätsseminar der Wirtschaft im Schloss Gracht übernommen und nennt den Standort Campus Cologne. Dort werden weiterhin Managementkurse für Führungskräfte der Wirtschaft angeboten.

- Die Media University of Applied Sciences (MU) in Berlin betreibt seit 2011 einen Campus im Kölner Stadtteil Zollstock, an dem die vier Bachelor-Studiengänge Journalismus und Unternehmenskommunikation, Grafikdesign und Visuelle Kommunikation, Medien- und Eventmanagement sowie Medien- und Wirtschaftspsychologie angeboten werden. Alle vier Bachelor-Studiengänge können sowohl klassisch in sechs Semestern als auch dual einschließlich eines Berufsausbildungsabschlusses in acht Semestern absolviert werden. Außerdem bietet die MU die drei Master-Studiengänge Kommunikationsdesign, Konvergenter Journalismus und Wirtschaftspsychologie an.

- Die International School of Management mit Sitz in Dortmund hat 2014 im Kölner Mediapark einen eigenen Campus eröffnet, der zum Wintersemester erstmals 70 Studierende für Bachelor-Studiengänge aufgenommen hat. Dazu kamen noch 20, die ein berufsbegleitendes Bachelor- oder Master-Studium absolvieren.[1]

- Die 2007 gegründete IB Hochschule (IBH) mit Sitz in Berlin ist eine staatlich anerkannte private Hochschule unter der Trägerschaft des Internationalen Bundes. Am Standort Köln werden Studiengänge in Gesundheitswissenschaften sowie Kultur- und Sozialwissenschaften angeboten.

- Die staatlich anerkannte und von öffentlichen Einrichtungen getragene Universität Eufom mit Sitz in Luxemburg unterhält in Köln einen eigenen Studienbetrieb.

- Die in Brühl ansässige Bundesakademie für öffentliche Verwaltung (BAköV) ist die zentrale Fortbildungseinrichtung der Bundesverwaltung und Qualifikationsienstleisterin für alle Bundesbehörden.

- Gleichfalls in Brühl besteht die Bundesfinanzakademie (BFA), die die einzige zentrale Aus- und Fortbildungseinrichtung für Führungskräfte der Steuerverwaltungen in Deutschland darstellt.

- Die staatlich anerkannte Internationale Berufsakademie (IBA) der F+U Unternehmensgruppe bietet am Studienstandort Köln ein duales Studium der Betriebswirtschaftslehre mit zehn verschiedenen Fachrichtungen an. Für 2017 war die Einführung des dualen Studienganges Sozialpädagogik und Management geplant.
- Die private und seit 2013 staatlich anerkannte Hochschule Döpfer (HSD) bietet Bachelor-Studiengänge in Angewandter Psychologie, Medizinpädagogik und Angewandten Therapiewissenschaften, ausbildungsbegleitend mit Schwerpunkt Physiotherapie, Ergotherapie oder Logopädie. Konsekutive Master-Studiengänge sind für Psychologie in Planung.
- An der 1973 gegründeten staatlich anerkannten Alanus Hochschule für Kunst und Gesellschaft in Alfter, einer Gemeinde zwischen Köln und Bonn, werden typische Studiengänge einer klassischen Kunsthochschule angeboten.
- In Müngersdorf betreibt die FH Aachen einen Studienstandort, an dem der Duale Studiengang Angewandte Mathematik und Informatik mit integrierter Ausbildung zum MATSE angeboten wird.[2]